# Lennox Miller
Lennox Miller (* 8. Oktober 1946 in Kingston; † 8. November 2004 in Pasadena, Kalifornien) war ein jamaikanischer Sprinter.
Er stellte am 17. Juni 1967 den bis heute gültigen Weltrekord über 4×110 Yards zusammen mit seinen Kommilitonen Earl McCullouch, Fred Kuller und O. J. Simpson auf. In einem der schnellsten 100-Meter-Rennen der olympischen Geschichte gewann Miller 1968 in Mexiko-Stadt Silber hinter Jim Hines. In der 4-mal-100-Meter-Staffel kam er mit der jamaikanischen Mannschaft auf den vierten Platz.
Erneut Silber über 100 m gewann er 1970 bei den British Commonwealth Games in Edinburgh hinter seinem Landsmann Donald Quarrie. Mit Quarrie zusammen siegte er in der 4-mal-100-Meter-Staffel.
Zwei Jahre später folgte bei den Olympischen Spielen in München eine Bronzemedaille über 100 m, hinter Walerij Borsow aus der Sowjetunion und Robert Taylor aus den USA.
Lennox Miller war 1,83 m groß und wog in seiner aktiven Zeit 79 kg. 1973 schloss er ein Studium der Zahnmedizin an der University of Southern California ab. Bis kurz vor seinem Tod arbeitete er dann als Zahnarzt in Pasadena. Miller erlag im Alter von 58 Jahren einem Krebsleiden.
Inger Miller, eine seiner Töchter, gehörte als Sprinterin ebenfalls zur Weltklasse.

## Bestzeiten
- 100 m: 10,04 s, 14. Oktober 1968, Mexiko-Stadt
- 200 m: 20,35 s, 17. Juni 1967, Provo